# Ambassade d'Algérie au Niger
L'ambassade d'Algérie au Niger est la représentation diplomatique de l'Algérie au Niger, qui se trouve à Niamey, la capitale du pays.

## Histoire
Le 3 avril 2024, la junte militaire d'Abdourahamane Tiani convoque l'ambassadeur algérien à Niamey pour lui faire part des « protestations des plus hautes autorités nigériennes » contre « le caractère violent » des opérations de refoulement de milliers de migrants par Alger. Le Niger dénonce de « vastes opérations de rafles policières » ayant visé des Subsahariens, dont de nombreux Nigériens, résidant à Tamanrasset au mépris de « la sécurité de leurs biens » et de leur « intégrité physique ».

## Ambassadeurs d'Algérie au Niger
- Ali Drouiche

### Consulats
L'Algérie a également un Consulat à Agadez.